# Spratelloides lewisi
Spratelloides lewisi är en fiskart som beskrevs av Wongratana, 1983. Spratelloides lewisi ingår i släktet Spratelloides och familjen sillfiskar. Inga underarter finns listade i Catalogue of Life.